# هلنان
فنادق هلنان العالمية أو (بالإنجليزية: Helnan International Hotels)‏ هي سلسلة فنادق منتشرة عالمياً، تم تأسيسها على يد المصري عنان الجلالي عام 1982. يقوم نشاط الشركة على امتلاك وإدارة وتطوير الفنادق ذات الأربع والخمس نجوم في أنحاء مختلفة من العالم تحت شعار «رمز الضيافة الإسكندنافية». تدير وتمتلك الشركة حالياً عدة فنادق في كل من الدنمارك، السويد، النمسا، ألمانيا، المغرب، مصر. استوحى اسم الشركة (هل) من (هليوبوليس) مكان مولد مؤسس الشركة بمصر لاعتزازه بها و(نان) من اسمه (عنان).